# Дорофей (Короткевич)
Митрополит Дорофей (Короткевич или Кроткевич; 1676 — 3 июня 1718) — епископ Русской православной церкви, митрополит Смоленский и Дорогобужский.

## Биография
Высшее образование получил в Киево-Могилянской академии, по окончании которой стал монахом Киевского Михайловского Златоверхого монастыря. В мае 1702 года вызван в Москву вместе с двумя другими преподавателями Киево-Могилянской академии. В течение 8 лет преподавал в Московской славяно-греко-латинской академии.
С 1710 году — архимандрит Московского Симонова монастыря.
В 1712 году хиротонисан во епископа Смоленского и Дорогобужского с возведением в сан митрополита.
В Смоленской епархии он оставил о себе благоговейную память, его почитали за праведную богоугодную жизнь. Он почитался жителями как поборник Православия.
Его усилиями возобновилось строительство Успенского собора.
В 1714 году в его ведение был отдан Крестовоздвиженский Бизюков монастырь, но в 1717 году митрополит от этого управления отказался.
Скончался 3 июня 1718 году. Погребен в каменной часовне Смоленского Свято-Троицкого монастыря.